# La insolación
La insolación (en ruso: Солнечный удар, trans. Sólnechny udar) es una película rusa de drama y de guerra dirigida por Nikita Mijalkov, estrenada en 2014. Se desarrolla en Rusia en el año 1907 y en 1920 durante el final de la Guerra civil rusa, y se basa libremente en las historias del relato La insolación y del libro de memorias Días malditos del escritor ruso ganador del Premio Nobel Iván Bunin. La película fue seleccionada por la Academia de Cine de Rusia para competir por el premio a la mejor película de habla no inglesa en los 88.º Premios de la Academia, pero no fue nominada.

## Argumento
La historia se desarrolla en un campo de prisioneros de guerra en noviembre de 1920, en Crimea, después de la evacuación del Ejército Blanco, con varias docenas de oficiales blancos dejados en la península. Los oficiales no eran conscientes de su inminente perdición, esperando que los oficiales del Ejército Rojo decidan cuál será el destino de los mismos. Uno de ellos, un porúchik sin nombre (Martinsh Kalita), está obsesionado por los recuerdos de una breve y dramática historia de amor ocurrida en 1907, e intenta comprender cómo se derrumbó el Imperio ruso y quién tiene la culpa. Sus reflexiones llegan a su fin cuando todos los oficiales blancos abordan una vieja barcaza, que los rojos derriban en el mar Negro, y todos los oficiales mueren.

## Reparto
- Martinsh Kalita – Porúchik (teniente)
- Viktoriya Solovyova – desconocida hermosa
- Miloš Biković – Barón Nikolái Aleksándrovich Gulbe-Levitsky
- Anastasiya Imamova – Tatyana
- Avangard Leontiev – Fakir (prestidigitador)
- Serguéi Kárpov – Egoriy (Gueorgui Serguéievich cuando era niño)
- Aleksandr Adabashyan – Fotógrafo
- Kirill Boltaev – Yesaul (capitán cosaco)
- Aleksandr Michkov – Junker (cadete)
- Alexei Dyakin – Gueorgui Serguéievich (Egoriy cuando es adulto)
- Vitaliy Kishchenko – Rittmeister (capitán de la caballería)
- Miriam Sekhon – Rosalia Zemlyachka (Rosalia Zemlyachka)
- Aleksandr Ustyugov – Oficial naval
- Vladímir Yumátov – Colonel

## Producción

### Música
La partitura musical de La insolación fue compuesta por Eduard Artémiev, quien ha colaborado con Mijalkov en numerosas películas (En casa entre extraños, Una pieza inacabada para piano mecánico, Quemado por el sol, El barbero de Siberia, etc.).
Una melodía que acompaña los sentimientos románticos del teniente - hacia su novia y la bella desconocida - es una popular aria mezzo-soprano de la ópera Sansón y Dalila de Camille Saint-Saëns llamada "Mon cœur s'ouvre à ta voix" ("Mi corazón se abre a tu voz"), cantada por Dalila mientras intenta seducir a Sansón para que revele el secreto de su fortaleza.
También se incluye en la banda sonora la versión de la romanza de Nikolái Devitte, "Ne dlyá menyá" (No para mí...), interpretada por el mismísimo Mijalkov, respaldado por el Coro Cosaco del Kubán. Esta romanza ya fue utilizada por el director en su película Cinco tardes de 1979 cantada por el personaje de Stanislav Lyubshín.

## Premios

### Premios Golden Eagle
Entregados por la Academia Rusa de las Artes y Ciencias Cinematográficas:
| Categoría                    | Candidato           | Resultado |
| ---------------------------- | ------------------- | --------- |
| Mejor película               | Mejor película      | Ganadora  |
| Mejor fotografía             | Vladislav Opelyants | Ganadora  |
| Mejor dirección artística    | Valentin Gidulyanov | Ganadora  |
| Mejor música                 | Eduard Artémiev     | Ganadora  |
| Mejor diseñador de vestuario | Sergei Struchyov    | Ganadora  |
| Mejor director               | Nikita Mijalkov     | Nominada  |

### Golden Goblet
Entregados por el Festival Internacional de Cine de Shanghái:
| Categoría        | Candidato           | Resultado |
| ---------------- | ------------------- | --------- |
| Mejor fotografía | Vladislav Opelyants | Ganadora  |
| Mejor película   | Mejor película      | Nominada  |